# Missing My Baby
"Missing My Baby"  é uma canção lançada pela cantora americana Selena em seu terceiro álbum de estúdio Entre a Mi Mundo (1992). Foi composto por A.B. Quintanilla, seu irmão e principal produtor musical, cuja intenção era mostrar as diversas habilidades musicais de Selena. A cantora incluiu a música no álbum para ajudá-la a entrar no mercado de língua inglesa. Críticos elogiaram sua enunciação emotiva na música. Depois que Selena foi assassinada em 1995, um videoclipe póstumo feito para o VH1 foi lançado para promover o Anthology (1998).
"Missing My Baby" é uma balada R & B mid-tempo influenciada pela música urbana e soul. As letras descrevem o amor sentido pelo narrador, que relembra de eventos rapsódicos que ela compartilhou com seu amante. Em algumas partes da música, o narrador experimenta solidão e angústia por causa da ausência do namorado. Apesar de nunca ter sido lançada como single, a faixa atingiu o número 22 na parada US Rhythmic Top 40 em 1995, após a morte de Selena.

## Antecedentes e desenvolvimento
"Missing My Baby" foi escrita pelo irmão de Selena e principal produtor musical A.B. Quintanilla Foi criada para o álbum de 1992 de Selena, Entre a Mi Mundo, para mostrar suas diversas habilidades musicais e para adicionar à variedade de estilos musicais do álbum, que incluem pop mexicano e canções mexicanas tradicionais, enquanto "Missing My Baby" é no estilo do R & B contemporâneo..
Após o lançamento dos álbuns espanhóis de Selena - Selena (1989) e Ven Conmigo (1990) - que incluíam Tejano e outros estilos pop mexicanos, ela decidiu que sua próxima gravação contaria com uma canção em inglês. Ela acreditava que tal música convenceria o presidente da EMI Records, Charles Koppelman, de que ela estava pronta para lançar um novo álbum. A EMI queria que ela adquirisse uma base de fãs maior antes de lançar sua carreira de passagem. Apesar disso, Selena incluiu a música em Entre a Mi Mundo.
Quintanilla III escreveu "Missing My Baby" em uma semana, e três semanas depois, no final de 1991, foi gravado em Sun Valley, Los Angeles. A EMI Latin queria que a R & B duo Full Force realizasse uma versão remixada da gravação. Quintanilla III e Selena se encontraram com o grupo em seu estúdio de gravação no Brooklyn, e a Full Force concordou em adicionar backing vocals, que gravaram em dois dias. A EMI Latin, a gravadora qual Selena pertenci, escolheu a versão de "Missing My Baby", da Full Force, em vez da versão solo da música de Selena.

## Composição
"Missing My Baby" é uma balada R & B mid-tempo com influências de música urbana e soul. Está na chave do Ré maior, a 144 batidas por minuto no tempo comum. A gravação incorpora melisma, com poesia cantada durante a parte downtempo da música. A melodia é acompanhada de backing vocals, e a instrumentação é fornecida por um piano elétrico, bateria, teclado, sintetizador e cordas. Críticos de música contemporânea elogiaram a enunciação emotiva de Selena, que enfatizou o título da música e o tema central. A dupla de R & B Full Force foram os backing vocals das versões original e remix de "Missing My Baby".
J.R. Reynolds, ex-integrante da Billboard, chamou "Missing My Baby" DE uma "balada sonhadora" com uma "melodia estilo R & B sob os vocais pop de Selena". Ramiro Burr, do Austin American-Statesman, descreveu-a como uma balada de soul. Jerry Johnston, do Deseret News, achava que Selena exibia uma "voz de bebê de Leslie Gore [sic]" em "Missing My Baby" e que "exibe uma flexibilidade maravilhosa em sua voz". O Virginian-Pilot disse que a canção foi construída em ganchos que lembram "Missing You", de Diana Ross, que é uma homenagem a Marvin Gaye, e "Good to My Baby" dos Beach Boys.
A música começa com um solo de bateria antes de os outros instrumentos entrarem para formar a base musical.Selena canta para o seu amante ausente sobre o quanto sente falta dele, dizendo que ele está "sempre em mente" e que ela se sente sozinha quando ele não está com ela. Três vezes ela canta: "Muitas vezes penso nos momentos felizes que passamos juntos / E eu mal posso esperar para dizer a você que eu te amo". No refrão, ela canta em querer abraçá-lo e sentir o batimento cardíaco dele.

## Recepção crítica e legado
"Missing My Baby" recebeu críticas positivas dos críticos. A revista Vibe informou que a Full Force foi premiada com discos de ouro e platina por "Missing My Baby" e "Techno Cumbia", e descreveu "Missing My Baby" como dando uma "sugestão de suas aspirações". Depois que foi remixada por Quintanilla III e mais tarde produzida para o álbum de 1995 Dreaming of You, o Hi XD disse que era a melhor música em inglês do álbum. Chris Riemenschneider e John T. Davis, do Austin American-Statesman, escreveram que "Missing My Baby" pode soar tão fofo quanto o "Crazy for You" do Big M. Cary Clack do San Antonio Express-News escreveu que" Missing My Baby "era tocou em estações de rádio não-Tejano e que ele pensou que poderia se tornar um hit póstumo, enquanto comentava que a gravação "mostra o maravilhoso alcance vocal e emocional de Selena." No entanto, Mario Tarradell do Dallas Morning News acreditava que "Missing My Baby" e outras faixas foram adicionadas ao Entre a Mi Mundo" para uma boa medida ".
"Missing My Baby" foi uma das primeiras músicas de Selena a serem tocadas em estações de rádio depois de ter sido assassinada por Yolanda Saldívar, sua amiga e ex-gerente de suas boutiques Selena Etc. Um videoclipe da música, que incorpora filmagens dos vídeos caseiros de Selena, foi lançado pela VH1 em 1998 para promover o Anthology. A Billboard informou que o vídeo foi o 47º videoclipe mais tocado naquele canal na semana que terminou em 5 de abril de 1998.

## Gráfico de desempenho
| Gráfico (1995)               | Pico posição |
| ---------------------------- | ------------ |
| EUA Billboard Rítmica Top 40 | 22           |

## Pessoal
Créditos das notas do álbum:
- Selena – vocais
- Full Force – backing vocalists
- Ricky Vela – teclados
- Suzette Quintanilla – bateria
- A. B. Quintanilla – Compositor